# Альбатана
Альбатана (ісп. Albatana) — муніципалітет в Іспанії, у складі автономної спільноти Кастилія-Ла-Манча, у провінції Альбасете. Населення — 812 осіб (2010).
Муніципалітет розташований на відстані близько 280 км на південний схід від Мадрида, 55 км на південний схід від Альбасете.

## Демографія
Динаміка населення (INE ):

## Галерея зображень

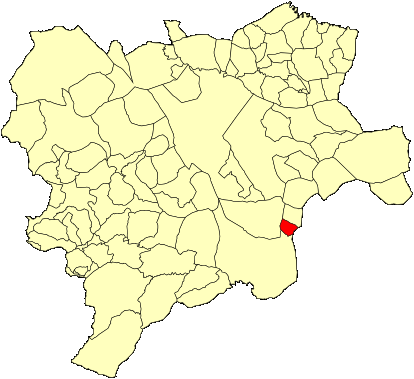
Розташування муніципалітету у провінції Альбасете